# How to Get Away with Murder
How to Get Away with Murder (tạm dịch: Cách thoát tội giết người, tựa tiếng Việt: Lách luật) là một sê-ri truyền hình thuộc thể loại chính kịch luật pháp xen lẫn huyền bí và trinh thám kinh dị phát sóng mở màn trên kênh ABC vào ngày 25 tháng 9 năm 2014, đến nay đã được ba mùa phim. Sê-ri được sáng lập bởi Peter Nowalk và được sản xuất bởi Shonda Rhimes và ABC Studios. 
Annalise Keating (Viola Davis thủ vai) là một giáo sư luật làm việc tại một trường đại học nổi tiếng ở thành phố Philadelphia, bang Pennsylvania. Sau nhiều vụ kiện bào chữa cho thân chủ thành công, bất ngờ nữ luật sư cùng với năm sinh viên của mình vướng vào một vụ giết người. Các diễn viên chính góp mặt trong bộ phim gồm: Alfred Enoch, Jack Falahee, Aja Naomi King, Matt McGorry, và Karla Souza lần lượt là năm sinh viên của Annalise. Charlie Weber và Liza Weil trong vai hai trợ lý văn phòng, Billy Brown trong vai thám tử cho đồn cảnh sát thành phố, cũng là người tình bí mật của Annalise. Conrad Ricamora, bạn trai đồng tính trong phim của Jack Falahee cũng được đẩy lên thành vai chính trong sê-ri kể từ mùa thứ ba.
Ngày 10 tháng 2 năm 2017, bộ phim chính thức được đài ABC xác nhận sản xuất tiếp mùa thứ tư.

## Tổng quan
| Mùa | Mùa | Số tập | Ngày công chiếu     | Ngày công chiếu     |
| Mùa | Mùa | Số tập | Tập đầu             | Tập cuối            |
| --- | --- | ------ | ------------------- | ------------------- |
|     | 1   | 15     | 25 tháng 9 năm 2014 | 26 tháng 2 năm 2015 |
|     | 2   | 15     | 24 tháng 9 năm 2015 | 17 tháng 3 năm 2016 |
|     | 3   | 15     | 22 tháng 9 năm 2016 | 23 tháng 2 năm 2017 |
|     | 4   | 15     | 28 tháng 9 năm 2017 | 15 tháng 3 năm 2018 |
|     | 5   | 15     | 27 tháng 9 năm 2018 | 28 tháng 2 năm 2019 |
|     | 6   | 15     | 26 tháng 9 năm 2019 | 14 tháng 5 năm 2020 |

### Mùa 1
Annalise Keating là một giáo sư, luật sư bào chữa nổi tiếng tại trường Đại học Middleton. Sau quá trình kiểm tra, cô chọn năm sinh viên năm nhất ưu tú (gọi là đội The Keating 5) đi thực tập tại văn phòng của mình là Wes Gibbins, Connor Walsh, Michaela Pratt, Asher Millstone và Laurel Castillo. Họ làm việc cùng với hai trợ lý, luật sư của Annalise là Frank Delfino và Bonnie Winterbottom. Mỗi tập phim là một cuộc điều tra mà nữ luật sư cùng các cộng sự thực hiện để bào chữa cho những khách hàng - thân chủ của mình. Trong đó, hai vụ giết người nổi bật xuyên suốt mùa phim là cái chết của Lila Stangard, nữ sinh viên cùng trường mà chồng của Annalise ngoại tình và sau đó là chính chồng cô, Sam Keating bị giết trong vụ ẩu đả với một số thành viên nhóm The Keating 5. Chín tập đầu tiên luân phiên các cảnh giữa thực tại và hồi tưởng đã xảy ra với toàn bộ các nhân vật. Cảnh hồi tưởng miêu tả lại quá trình Wes, Connor, Michaela và Laurel giết Sam rồi phi tác xác chết. Trong khi đó, Annalise tham gia vào cuộc điều tra cái chết bí ẩn của Lila, cô phát hiện Sam ngoại tình và nghi ngờ chính chồng mình là người giết cô gái này. Ở sáu tập cuối cùng, Anna giúp các sinh viên che đậy việc sát hại Sam và sau đó buộc tội Sam là kẻ đã giết Lila.

### Mùa 2
Chín tập đầu tập trung vào vụ bào chữa cho Caleb và Catherine Hapstall. Hai người bị buộc tội đã tra tấn và sát hại chính cha mẹ nuôi của mình. Wes đi tìm tung tích của Rebecca với sự hỗ trợ của anh trai cô gái này. Connor cố gắng vun đắp mối tình với Oliver, trong khi Asher làm việc với nữ công tố viên Emily Sinclair để che đậy những bí mật cá nhân của anh. Giữa mùa phim, Emily bị hạ sát, Annalise giúp Ash che giấu tội và bị Wes dùng súng bắn vào bụng. Các tập tiếp theo xoay hướng sang vụ tự tử của mẹ Wes 10 năm trước, những sự kiện trong quá khứ bất ngờ tiết lộ Annalise có liên quan đến vụ việc này. Trong tập cuối, Annalise phát hiện ra trợ lý Frank đứng sau vụ tai nạn xe hơi làm cô bị sảy thai, nữ giáo sư quyết định sa thải Frank. Ở một diễn biến khác, Michaela và Asher có quan hệ tình cảm, Wes gặp gỡ cha ruột của mình ngay trước khi ông bị một tay súng sát hại.

### Mùa 3
The Keating 5 cố gắng tiếp tục cuộc sống sau cái chết của Wallace Mahoney trong mùa trước. Annalise mở một văn phòng luật miễn phí, cô cũng phải chống chọi với chứng nghiện rượu. Oliver chuyển qua làm việc cho Annalise sau khi rời bỏ Connor. Mối quan hệ giữa Michaela và Asher trở nên khăng khít hơn, Wes và Laurel cũng bắt đầu có tình cảm với nhau. Frank làm việc trở lại để chuộc lỗi cho việc đã hại chết con của Annalise. Wes bị sát hại bất ngờ tại nhà của Annalise, sau đó toàn bộ căn nhà cũng bị thiêu rụi, Annalise bị tình nghi và bắt giữ. Frank đứng ra thú nhận đã giết Wes để đền lỗi với nữ giáo sư. Tuy nhiên, những tình tiết sau đó bật mí chính cha của Laurel mới là hung thủ sát hại Wes vì ông không chấp nhận tình yêu của con gái mình và anh.

### Mùa 4
Trong mùa thứ tư, Annalise làm việc với một nhà tâm lý trị liệu, Tiến sĩ Isaac Roa, để đánh giá sự phục hồi của cô từ chứng nghiện rượu. Ban đầu Analise cắt đứt mối quan hệ với Bonnie (người chuyển đến văn phòng của DA để làm việc như một luật sư của trợ lý báo cáo cho DA Todd Denver) và tất cả 4 thực tập sinh. Sau đó cô cố gắng giúp một người phụ nữ đã từng giúp đỡ mình trong tù được trả tự do, tuy nhiên người này đã chết chỉ sau 1 tháng. Analise quyết định khởi kiện một vụ kiện tập thể chống lại nhà nước cho sự thiết sót của công lý gây ra bởi một văn phòng luật sư công thiếu hụt về ngân quỹ. Laurel suy luận rằng cha cô, Jorge Castillo, chịu trách nhiệm về việc Wes 'giết người' và ấp ủ một kế hoạch để ăn cắp bằng chứng tội phạm từ công ty luật của mình với sự giúp đỡ của Michaela, Oliver, Frank, và Asher. Trong vụ cướp dữ liệu, bạn cùng lớp của họ Simon (Behzad Dabu) vô tình bắn mình bằng súng của Laurel, dẫn đến việc Asher bị tạm giữ, và Laurel sinh non sau khi bị tình cờ tấn công bởi Frank. Annalise cứu đứa bé thành công nhờ sự hướng dẫn của tổng đài viên 911. Tuy nhiên, Jorge tuyên bố quyền nuôi cháu của mình bằng cách gửi bằng chứng về sự nghiện ngập trong quá khứ của Laurel và lịch sử bệnh tâm thần của cô cho một thẩm phán. Mẹ của Laurel đến bất ngờ để "giúp" Laurel chiến đấu chống lại cha cô, và Frank và Bonnie phát hiện ra một liên kết bí ẩn giữa mẹ của Laurel và cả Wes và kẻ giết người của mình, Dominick. Trong khi đó, Annalise tìm kiếm các cách khác và đã giành được chiến thắng ở vụ kiện tập thể của cô.

## Diễn viên và nhân vật
| Diễn viên        | Nhân vật            | Mùa phim  | Mùa phim  | Mùa phim  | Mùa phim |  |
| Diễn viên        | Nhân vật            | 1         | 2         | 3         | 4        |  |
| ---------------- | ------------------- | --------- | --------- | --------- | -------- |  |
| Viola Davis      | Annalise Keating    | Chính     | Chính     | Chính     | Chính    |  |
| Billy Brown      | Nate Lahey          | Chính     | Chính     | Chính     | Chính    |  |
| Jack Falahee     | Connor Walsh        | Chính     | Chính     | Chính     | Chính    |  |
| Aja Naomi King   | Michaela Pratt      | Chính     | Chính     | Chính     | Chính    |  |
| Matt McGorry     | Asher Millstone     | Chính     | Chính     | Chính     | Chính    |  |
| Karla Souza      | Laurel Castillo     | Chính     | Chính     | Chính     | Chính    |  |
| Charlie Weber    | Frank Delfino       | Chính     | Chính     | Chính     | Chính    |  |
| Liza Weil        | Bonnie Winterbottom | Chính     | Chính     | Chính     | Chính    |  |
| Conrad Ricamora  | Oliver Hampton      | Phụ       | Phụ       | Chính     | Chính    |  |
| Alfred Enoch     | Wes Gibbins         | Chính     | Chính     | Chính     |          |  |
| Katie Findlay    | Rebecca Sutter      | Chính     | Khách mời |           |          |  |
| Esai Morales     | Jorge Castillo      | Khách mời |           | Phụ       | Chính    |  |
| Nicolas Gonzalez | Dominic             |           |           | Khách mời | Chính    |  |
| Tom Verica       | Sam Keating         | Phụ       | Phụ       | Khách mời |          |  |
| Benito Martinez  | Todd Denver         |           | Phụ       | Phụ       |          |  |

## Phát sóng
Tại Hoa Kỳ, bộ phim phát sóng vào các ngày Thứ Năm hàng tuần lúc 10 giờ tối theo giờ bờ Đông, ngay sau hai bộ phim khác cũng của biên kịch Shonda là Grey's Anatomy (8 giờ tối) và Scandal (9 giờ tối).
Tại Úc và New Zealand, phim phát sóng lần đầu tiên vào ngày 10 tháng 2 năm 2015 trên các kênh Seven Network và TV2. Riêng ở Úc, kể từ nửa sau của mùa thứ hai trở đi, phim dời công chiếu sang kênh 7flix.
Tại Sri Lanka, Malaysia, Philippines, Singapore, Hồng Kông, Thái Lan và Indonesia, khán giả có thể theo dõi chương trình trên kênh Sony Channel (Asia) trong vòng 12 giờ sau lịch phát sóng gốc ở Mỹ; tuy nhiên, bắt đầu từ mùa thứ tư, phim chuyển sang kênh Star World. Còn ở Ấn Độ, phim được chiếu trên Star World Premiere.